# Rodrigo Tapari
Rodrigo Tapari (né le 21 décembre 1983 à Monte Grande) est un chanteur et auteur-compositeur argentin, surtout connu pour avoir été membre du groupe de musique tropicale Ráfaga pendant quatorze ans en tant que vocaliste. En 2017, il quitte le groupe pour se lancer dans une carrière solo. En 2019, il reçoit sa première nomination aux Gardel Awards dans la catégorie « meilleur artiste tropical masculin » pour son album Íntimo.

## Biographie

### Débuts etPopstars
Sa carrière de chanteur débute en 2002 grâce à sa participation à l'émission de téléréalité Popstars, diffusée par Telefe. Il est alors choisi pour remplacer Ariel Puchetta dans le groupe de musique tropicale Ráfaga, dont il était alors le chanteur principal. Rodrigo rejoint officiellement Ráfaga en 2003, après avoir été sélectionné parmi de nombreux candidats. En 2004, l'album studio Vuela sort et le groupe part en tournée au Chili pour présenter son nouveau chanteur. Le public chilien accueille très bien les prestations du groupe. Après une longue tournée en Amérique du Sud et en Europe, Ráfaga retourbe dans son Argentine natale pour enregistrer l'album studio Dueños del viento, qui sort finalement en 2006.
Après quelques albums et de nombreuses tournées, le groupe sort la chanson Una cerveza, dont le clip est diffusé en avant-première sur YouTube avec une réponse massive du public sur cette plateforme populaire. La chanson, coécrite par Rodrigo lui-même, est rapidement devenue l'un des plus grands succès du groupe, obtenant de fortes répercussions dans des pays tels que le Chili, le Pérou et la Bolivie,.

### Carrière solo
En novembre 2017, Rodrigo quitte le groupe Ráfaga après l'avoir dirigé pendant 14 ans, motivé par l'idée de lancer sa carrière solo. Pendant son séjour, il collabore à la composition d'un grand nombre de chansons, dont Bésame, Muero de Frío, Te dejo volver, Déjame et le tube précité Una cerveza, et compose pour d'autres artistes tels que Daniel Agostini et Código Fher. D'autre part, le chanteur Ariel Puchetta revient à Ráfaga pour reprendre sa place après 14 ans lorsque Rodrigo l'a remplacé,.
Rodrigo présente les membres de son nouveau groupe le 31 décembre 2017 dans la ville de Trujillo, au Pérou, où la popularité du chanteur est très élevée depuis son expérience avec Ráfaga1,. Il y sort les singles Y para qué sufrir et Que ya no me llame. Au cours de la première année de sa carrière solo, il se produit dans des pays tels que le Chili, le Pérou, la Bolivie, l'Italie, l'Espagne et la France, et termine par une tournée au Japon, où il enregistre le clip vidéo de la chanson Que ya no me llame.
En 2018, l'artiste signe un contrat de distribution numérique avec la société argentine MOJO. En mars de la même année, il donne une performance intitulée Íntimo, dans laquelle il interprète des versions acoustiques de ses chansons les plus populaires. La performance est enregistrée et incluse dans un EP homonyme, ce qui lui vaut une nomination dans la catégorie « meilleur artiste masculin tropical » aux côtés d'artistes tropicaux argentins tels que Mario Luis, Néstor en Bloque, Iván Barrios et Daniel Cardozo, lors de la remise des prix Carlos Gardel. À la mi-2019, Tapari entame une tournée sur le territoire européen, donnant plusieurs spectacles en Espagne,. En août, il emmène sa tournée en Bolivie, pays où l'artiste jouit d'une grande popularité, se produisant dans des villes comme Oruro, Cochabamba et Santa Cruz de la Sierra.
Entre 2018 et 2019, l'artiste enregistre des collaborations avec María José Quintanilla, Verónica Ávila, Walter Encina, Karen Britos et La Doble V. Fin 2019, il sort son premier album studio en tant qu'artiste solo intitulé Es tan grande este amor.

## Télévision
En 2020, Rodrigo participe à la cinquième saison de l'émission de téléréalité de chant Cantando por un sueño Argentina, d'abord en tant qu'invité accompagnant Gladys « La Bomba Tucumana », puis en tant que concurrent de remplacement avec sa compagne Rocío Quiroz. Elles remportent toutes deux la troisième place.
En 2021, il participe à la dernière saison de l'émission polémique Showmatch en tant que participant au segment de talent mixte également controversé Showmatch : La Academia, d'abord en tant que remplaçant du chanteur El Polaco dans le Ritmo Música Disco, et enfin en tant que participant régulier débutant dans le Ritmo Cumbia. jusqu'à son élimination dans le Ritmo Homenajes avec son hommage musical à la chanteuse Selena. Au moment de faire ses adieux, il dédie des paroles sincères et émouvantes à sa famille et à ses proches qui ne sont plus là, en pleine pandémie de Covid-19, ce qui fait même pleurer d'émotion l'animateur de cette émission polémique, Marcelo Tinelli. Un an plus tard, il fait partie du jury de la deuxième saison de l'émission de chant Canta Conmigo Ahora, où il partage son travail avec d'autres chanteurs. 

## Discographie
- 2018 : En vivo en Pasión 2018 (MOJO)
- 2018 : En vivo (MOJO)
- 2019 : Es tan grande este amor (MOJO)

## Filmographie
- 2020 : Cantando 2020 (participant)
- 2021 : Showmatch La Academia (participant)
- 2021 : Almorzando con Mirtha Legrand, con Juana Viale (invité)
- 2022 : Canta Conmigo Ahora (jury)
- 2022 : La divina noche de Dante (invité)